# Noruega nos Jogos Olímpicos de Inverno de 1960
A Noruega competiu nos Jogos Olímpicos de Inverno de 1960, realizados em Squaw Valley, Estados Unidos.